# Campeonato de Sport Prototipos de la FIA
El Campeonato de la FIA de Sport Prototipos es una competición de automovilismo de velocidad organizada por la Federación Internacional del Automóvil (FIA) que se disputó principalmente en Europa entre los años 1997 y 2003. Los automóviles que participaron de ella eran sport prototipos descapotados, a diferencia del Campeonato FIA GT, en el cual compiten gran turismos. Las dos clases se llamaban SR1 y SR2 y eran idénticas a las del certamen estadounidense Grand-Am Rolex Sports Car Series. Los SR1 eran similares a los LMP del Automobile Club de l'Ouest; tenían motores de hasta doce cilindros, contra un máximo de seis de los SR2.
El certamen fue creado por John Mangoletsi con la denominación International Sports Racing Series en sustitución del Campeonato Mundial de Resistencia, que se había disputado por última vez en 1992. Salvo en 1997, cada carrera duraba 150 minutos y/o 500 km (uno o ambos límites según la carrera), lo que no configura como carrera de resistencia. Las escasas excepciones fueron las 500 Millas de Road America de 2000, las 250 Millas de Daytona de 2000, los 1000 km de Monza de 2001, y los 1000 km de Spa-Francorchamps de 2003. En 1999, la categoría pasó a llamarse Sports Racing World Cup y fue reconocida oficialmente por la FIA. Esa organización pasó a organizarla directamente en 2001 y le cambió su nombre a FIA Sportscar Championship.
Luego del surgimiento de la American Le Mans Series en 1999, la Grand-Am cambió su reglamento de sport prototipos en 2003 para restringir el desarrollo tecnológico y bajar los costos. El Campeonato de la FIA de Sport Prototipos perdió el apoyo oficial de las marcas y los grandes equipos, lo que motivó que la FIA abandonara la categoría y apoyara la creación de la Le Mans Endurance Series, una competición europea que ya había existido en 2001 como European Le Mans Series.

## Circuitos
En sus siete años de existencia, el Campeonato de la FIA de Sport Prototipos visitó únicamente tres circuitos fuera de Europa: los estadounidenses de Daytona y Road America en 2000, compartiendo fecha con la Rolex Sports Car Series, y el sudafricano de Kyalami entre 1998 y 2000.
| - Anderstorp (1998) - Brno (1997-2002) - Daytona (2000) - Dijon-Prenois (2002) - Donington Park (1997-2001, 2003) - Estoril (2002-2003) - Jarama (1997) - Kyalami (1998-2000) | - Lausitzring (2003) - Le Mans (1998) - Magny-Cours (1999-2002) - Misano (1998) - Mondello Park (2001) - Montmeló (1999-2002) - Monza (1999-2001, 2003) - Nogaró (2003) | - Nürburgring (1998-2001) - Paul Ricard (1998) - Pergusa (1999) - Oschersleben (2003) - Road America (2000) - Spa-Francorchamps (1999-2003) - Zolder (1997) |

## Campeones
| Año  | SR1                               | SR 2                              |
| ---- | --------------------------------- | --------------------------------- |
| 1997 | No se otorgaron títulos           | No se otorgaron títulos           |
| 1998 | Emmanuel Collard Vincenzo Sospiri | Jean-Claude de Castelli           |
| 1998 | JMB Giesse Team Ferrari           | Waterair Sport                    |
| 1999 | Emmanuel Collard Vincenzo Sospiri | Angelo Lancelotti                 |
| 1999 | JMB Giesse Team Ferrari           | Cauduro Tampolli Team             |
| 2000 | Christian Pescatori David Terrien | Peter Owen Mark Smithson          |
| 2000 | JMB Giesse Team Ferrari           | Redman Bright                     |
| 2001 | Marco Zadra                       | Larry Oberto Thed Björk           |
| 2001 | BMS Scuderia Italia               | SportsRacing Team Sweden          |
| 2002 | Jan Lammers Val Hillebrand]       | Mirko Savoldi Piergiuseppe Peroni |
| 2002 | Racing for Holland                | Lucchini Engineering              |
| 2003 | Jan Lammers John Bosch            | Mirko Savoldi Piergiuseppe Peroni |
| 2003 | Racing for Holland                | Lucchini Engineering              |

- Datos: Q2948704